# هوین نگوین مای فونگ
هوین نگوین مای فونگ (زاده ۳۰ سپتامبر ۱۹۹۹) یک مدل اهل ویتنام و همچنین دارنده عنوان مسابقه زیبایی است. او تاج دوشیزه جهانی ویتنام ۲۰۲۲ را کسب کرد. فونگ نماینده ویتنام در مسابقه دوشیزه جهان ۲۰۲۳ خواهد بود.

## اوایل زندگی و تحصیل
مای فونگ در دونگ نای ، ویتنام متولد شد. وی از دوران کودکی، به شکل کاملا مطلوبی مطالعه نمود. بعدها مای فونگ در سال ۲۰۱۶ برنده جایزه دوم برای دانش آموزان ممتاز زبان انگلیسی در سطح استانی می شود، بعد از آن او جایزه سوم زبان انگلیسی را در سطح استانی در سال ۲۰۱۷ اخذ می نماید. بعدها مای فونگ در کلاس یازدهم، به نمره آیلتس ۶.۵ دست پیدا می کند که بسیاری از مردم آن را تشویق کردند.